# Akantit
Akantit spada u sulfitne minerale (Ag2S) i to je jedan od dvije polimorfne modifikacije. Druga je argentit, a prelazak iz jedne u drugu se odvija na temperaturi od 179 °C.
Ime je dobio zbog oblika kristala od starogrčke riječi akanta (ἄκων) strijela.

## Vanjske poveznice
- Webmineral - Acanthite (engl.)
- MinDat - Acanthite (engl.)